# Nicolas de Bar
Pour les articles homonymes, voir François Nicolas (homonymie) et Nicolas.
François Nicolas de Bar est un peintre Lorrain, né à Bar-le-Duc en 1632, qui a principalement œuvré à Rome. Il y serait arrivé vers 1645 et est attesté en 1652. De ses œuvres se trouvent dans les églises suivantes : Sant'Antonio dei Portoghesi (Sant-Antoine des Portugais), Saint Nicolas des Lorrains et Santa Maria della Vittoria (Sainte Marie des Victoires). Relativement méconnu, son œuvre commence à être présentée comme atypique dans la peinture Classique.

## Œuvres
- Orphée et Eurydice 1654, Bar-le-Duc, Musée Barrois
- Saint Nicolas avec trois jeunes gens, ou Saint Nicolas, trois jeunes gens, un prisonnier, tableau d'autel de Saint Nicolas des Lorrains à Rome
- Sainte-Catherine, ou Les noces mystiques de Sainte Catherine d'Alexandrie, tableau conservé en l'église Saint-Nicolas-des-Lorrains à Rome, chapelle Sainte Anne
- Naissance de Saint-Jean Baptiste, chiesa di Sant'Antonio dei Portoghesi (église Saint Antoine des Portugais) à Rome
- Jésus apparaît au Saint (Saint-Jean de la Croix), La Vierge sauve Saint-Jean de la Croix enfant, Mort du Saint, les trois tableaux de la chapelle Saint Jean de la Croix à l'église Sainte Marie de la Victoire (Santa Maria della Vittoria), à Rome.
- La Mort de Saphire, vers 1655-1660, Paris, musée du Louvre